# Jákfalva
Jákfalva je obec v Maďarsku na severozápadě župy Borsod-Abaúj-Zemplén v okresu Putnok. K 1. lednu 2019 zde žilo 460 obyvatel.

## Geografie
Obec se nachází asi 5 km jihozápadně od města Rudabánya a asi 10 km severovýchodně od okresního města Putnok. Od města s župním právem Miškovec se nachází asi 30 km jihovýchodně.
Obcí dále protéká potok Szuha. Obec se nachází ve výšce 179 m n. m.